# Area de Conservación Guanacaste
Conserveringsregio Guanacaste (Spaans: Area de Conservación Guanacaste) ligt in het noordwesten van Costa Rica en bestaat uit Nationaal park Santa Rosa, Nationaal park Guanacaste, Nationaal park Rincón de la Vieja en het Wildreservaat Junquillal. Het gedeelte land is 104.000 ha groot, het gedeelte zee 43.000; samen 147.000 ha.
In 1999 werd het toegevoegd aan de werelderfgoedlijst van UNESCO en in 2004 uitgebreid met Sector Santa Elena.
Costa Rica is qua natuurbehoud ingedeeld in elf conserveringsregio's (area de conservación), o.a. de conserveringsregio Guanacaste.

- Virtual International Authority File: 315528311